# Hypsirhynchus funereus
Hypsirhynchus funereus är en ormart som beskrevs av Cope 1862. Hypsirhynchus funereus ingår i släktet Hypsirhynchus och familjen snokar. Inga underarter finns listade i Catalogue of Life.
Arten förekommer på Jamaica. Honor lägger ägg.